# دینگیسو
دینگیسو (نام علمی: Dendrolagus mbaiso) کیسه‌داری از تیره درازپایان، سردهٔ کانگوروهای درختی است که در پاپوآی غربی و اندونزی یافت می‌شود. در سیاهه قرمز IUCN، این جانور در وضعیت در معرض خطر طبقه‌بندی شده است.